# Coelogyne longpasiaensis
Coelogyne longpasiaensis é uma espécie de orquídea epífita, família Orchidaceae, originária de Borneu.